# Heterogenní směs

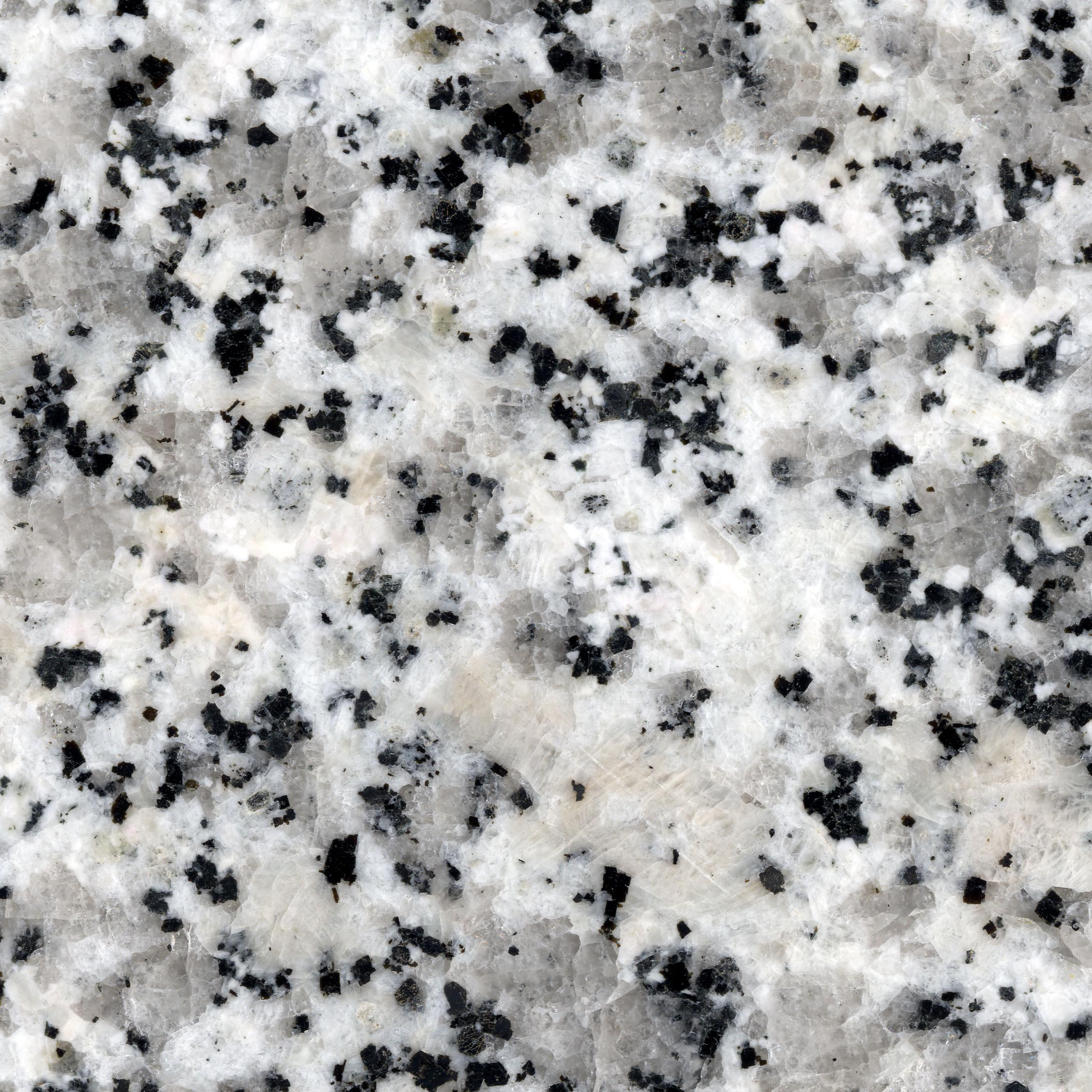
Ukázka heterogenní směsi žuly

Heterogenní (různorodá) směs je systém dvou nebo více složek. Heterogenní směs nemá definované složení v celém svém objemu a je složená z několika fází. Na rozhraní těchto fází se chemické a fyzikální vlastnosti mění skokem.  Zrakem, lupou nebo mikroskopem lze identifikovat jednotlivé složky, neboť jejich částice mají velikost větší než 10−7 m.
Typickým příkladem pevné heterogenní směsi je žula, v níž můžeme zřetelně vidět rozhraní mezi jednotlivými složkami, ze kterých je složena. Příkladem kapalné heterogenní směsi je ropa, která obsahuje mnoho různých složek v závislosti na místě naleziště. Příkladem plynné heterogenní směsi je dým, který také obsahuje mnoho složek v závislosti na tom, jaké látky jsou spalovány.

## Dělení heterogenních směsí

### Podle počtu složek
- heterogenní směs dvousložková
- heterogenní směs třísložková
- heterogenní směs vícesložková

### Podle skupenství složek
Podle skupenství dělíme pouze dvousložkové heterogenní směsi.
| Název směsi  | Skupenství rozptýlené složky | Skupenství rozptylující složky | Příklad        |
| ------------ | ---------------------------- | ------------------------------ | -------------- |
| Suspenze     | pevné                        | kapalné                        | písek ve vodě  |
| Emulze       | kapalné                      | kapalné                        | mléko          |
| Pěna         | plynné                       | kapalné                        | pěna na holení |
| Aerosol mlha | kapalné                      | plynné                         | vzdušná mlha   |
| Aerosol dým  | pevné                        | plynné                         | kouř z komína  |

## Oddělování složek směsi
Složky heterogenní směsi se mohou oddělovat mnoha metodami. Záleží na druhu směsi. Nejjednodušší metodou pro oddělování složek je ruční přebírání nebo plavení, které je známější pod názvem rýžování. Ostatní metody lze rozdělit na:
- destilace na základě rozdílných teplot varu kapalných složek, například destilace ropy.
- filtrace na základě rozdílných skupenství, používá se především pro oddělení pevné látky od kapalné nebo pevné látky od plynné. Pevná látka se zachytí na filtru, zatímco filtrem proteče do kádinky čistá kapalina. Čistá látka v kádince se nazývá filtrát a nejznámějším filtrem je filtrační papír.
- odstřeďování se používá pouze v případě, že jedna ze složek je kapalná. Provádí se v odstředivkách.
- extrakce na základě rozdílné rozpustnosti v daném rozpouštědle, extrakce neboli vyluhování se používá pro získávání olejů a barviv z přírodních materiálů.
- sublimace na základě schopnosti pevné látky sublimovat a měnit se v plyn, používá se pro oddělení dvou či více pevných látek. Její průběh spočívá v zahřívání směsi, přičemž jedna látka sublimuje a přechází z pevného skupenství přímo do plynného. Snadno sublimující látkou je například jód nebo naftalen.
- krystalizace na základě rozdílné rozpustnosti v závislosti na teplotě, používá se rušená krystalizace – rychlé ochlazení, volná krystalizace – pomalé ochlazování.
- sedimentace neboli usazování odděluje vzájemně nerozpustné složky s různou hustotou na základě gravitačních sil, nejčastěji oddělení pevných částic z kapaliny, například čištění odpadních vod
- chromatografie odděluje složky směsi na základě jejich rozdílných vlastností, například vyšší adsorpční schopnosti částic jedné ze složek.
- elektroforéza na základě rozdílné pohyblivosti elektricky nabitých částic různých látek v elektrickém poli, například v biochemii k oddělování bílkovin.